# KG Mobility
KG Mobility (KGM), amb la raó social de KG Mobility Corporation (en coreà, 케이지모빌리티 주식회사), és un fabricant d'automòbils sud-coreà. Els seus orígens es remunten a Dong-A Motor, una empresa fundada el 1954. L'any 1988, l'empresa va passar a dir-se SsangYong Motor Company després de la seva adquisició el 1986 per part de SsangYong Group, un chaebol. Des de llavors, SsangYong Motor ha estat adquirida successivament per Daewoo Motors, el fabricant xinès SAIC Motor i el fabricant indi Mahindra & Mahindra. L'any 2022, l'empresa va ser adquirida pel chaebol sud-coreà KG Group i va adoptar el seu nom actual al març de 2023.
L'empresa es dedica principalment a la producció de vehicles utilitaris esportius (SUV) i crossover SUV, i actualment està orientant la seva producció cap als cotxes elèctrics.

## Història
Fou la primera productora de vehicles del país. A la dècada de 1970, la companyia es va especialitzar en la fabricació de camions, camions de bombers i altres vehicles. A principis de la dècada de 1980, la companyia, que en aquell moment es deia Dong A Motor, va adquirir Keowha, especialitzada en la fabricació d'automòbils de luxe i que també tenia la llicència de Jeep per als vehicles tot terreny. El 1986, l'automotora va canviar definitivament el seu nom per SsangYong Motor.
El 1992, SsangYong va signar un contracte de col·laboració tècnica amb Mercedes-Benz per al desenvolupament de motors dièsel. El 1998, el grup Daewoo va absorbir SsangYong, coneguda per models innovadors, de disseny atractiu i preus molt competitius. No obstant, el 2000 se'n va separar.
A finals del 2004, el grup xinès Shanghai Automotive Industry Corporation (SAIC) va adquirir un 51% de les accions de SsangYong, però posteriorment va ser acusat per empleats de la companyia de copiar la seva tecnologia i de portar-la a la ruïna.
A finals del 2009, el Tribunal del Districte de Seül va aprovar el pla de reestructuració de SsangYong Motor Company, fet que va proporcionar a la companyia la possibilitat d'estabilitzar les operacions i reorganitzar el seu deute. La decisió es va produir onze mesos després que SsangYong sol·licités la tutela judicial.
La companyia va adoptar el nom de KG Mobility al març de 2023. Amb el canvi de nom, la seva filial financera, SY Auto Capital, també va passar a anomenar-se KG Capital. Al maig de 2023, KG Inicis de KG Group va adquirir el 49% de la participació de KG Capital que pertanyia a KB Capital i el 6% de les accions de KG Mobility, quedant aquesta última amb un 45% i KG Inicis amb un 55%.